# Атбасар (аэропорт)
Аэропо́рт Атбаса́р  (ИАТА: ATX) (каз. Атбасар Әуежайы) — бывший аэропорт местных воздушных линий города Атбасар в Акмолинской области, Казахстан. Расположен практически в пределах города, в 5 км к северу от центра города.
Аэропорт в данное время не функционирует, на его месте базируется несколько самолётов АН-2 сельхозавиации. Кодом, присвоенным международной ассоциацией воздушного транспорта (IATA), является ATX.
Аэропорт имеет две небольшие взлетно-посадочные полосы с грунтовым покрытием и их длина составляет 1500 метров, которые достаточны для взлёта самолётов Ан-24. Терминал (сейчас полностью разрушен) был расположен на высоте 308 метров над уровнем моря.